# Cuevas loceras de Gáldar y Santa María de Guía
Las cuevas loceras de Gáldar y Santa María de Guía, en Gran Canaria, son un conjunto troglodita de larga tradición en la producción de la primitiva alfarería popular del archipiélago canario.
De la actividad alfarera documentada en el siglo XX, se citan cien loceras antes de la guerra civil española, seis en la década de 1950 y una sola familia en 1973, la de Julianita Suárez Vega.

## Barrancos, cuevas yloceras
Aunque algunos topónimos de la zona, como es el caso de Tegueste, hablan de la presencia de guanches tinerfeños deportados y obligados a asentarse allí, los estudios más recientes deducen que la alfarería fue traída, hacia 1825, por emigrantes de La Atalaya en un periodo de hambrunas. La primera referencia a este centro locero se localiza en el padrón de población de Guía de 1834. Aquella primera familia de loceros de La Atalaya se había establecido en las Cuevas del Bujo (Guía), donde construyeron el primer horno. Con los años se irían excavando cuevas-vivienda también del lado de Gáldar, donde aún se conserva un horno de piedra y barro en el que han trabajado las últimas loceras históricas: "Julianita" Suárez Vega y su hija "Rafelita" Santiago Suárez.
Tradicionalmente, el barro se traía del Blanquizal -o Castillejos-, entre Barranquillo de la Higuerilla y la Hoya del Cuchillo, en la Montaña de Guía. Se mezclaba luego con ceniza volcánica (arena en otros lugares), sacada de cuevas como las del Morrillo, Risco Abajo, Los Andenes y Cueva de la Caja.
Otros focos loceros que existieron en esta zona: Hoya del Bardo, Hoya del Guanche, La Majadilla, Cuevas del Bujo.

## Julianita
Juliana Suárez Vega, más conocida por Julianita o doña Juliana en sus últimos años, fue una de las más famosas loceras de Hoya de Pineda, foco alfarero que junto al de La Degollada (Santa María de Guía), abastecían con su producción los municipios de Santa María de Guía y Gáldar, al norte de la isla de Gran Canaria. Julianita nació en Hoya de Pineda el mes de marzo del año 1915. Con ella trabajaron y aprendieron loceros como: Nicolás Godoy, Juanita Ramos, Juan Sosa, Catalina..., y más tarde sus propias hijas, en especial Rafaela Santiago "Rafelita" (aún activa en 2010), considerada la última locera de tradición familiar en el aquellos pagos.
La Fundación Néstor Álamo, tutelada por el Ayuntamiento de Santa María de Guía, adquirió en julio de 2010 las cuevas alfares propiedad de Julianita Suárez para transformarlas en Centro de Interpretación, Museo de Sitio y Cueva-Alfar.